# Mikołaj Czechowicz
Mikołaj Czechowicz (ur. 15 września 1899 w Praszce) – podoficer Wojska Polskiego, uczestnik wojny polsko-bolszewickiej, kawaler Orderu Virtuti Militari.

## Życiorys
Urodził się 15 września 1899 w Praszce w rodzinie Franciszka i Katarzyny ze Stankowskich.
Żołnierz 27 pułku piechoty. Odznaczony Orderem Virtuti Militari.

## Ordery i odznaczenia
- Krzyż Srebrny Orderu Virtuti Militari nr 1263[1][2]